# Tylwyth Teg

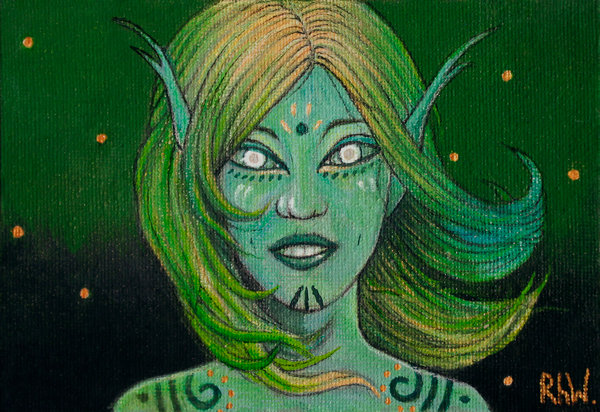
Peinture d'une Tylwyth Teg par Rhŷn Williams.

Tylwyth Teg (moyen gallois pour « bonne famille » [təlwɨ̞θ teːɡ]) est le terme le plus employé au pays de Galles pour désigner les créatures légendaires nommées Aos Sí en Irlande, comparables au fairy folk d'Angleterre et au petit peuple du continent. Les autres noms incluent Bendith y Mamau (« Bénédiction des mères »), Gwyllion ou Ellyllon.